# Structuurdecreet
Het structuurdecreet werd op 2 april 2003 in het Vlaamse parlement goedgekeurd en vormde de eerste stap van de Vlaamse concretisering van het Bolognaproces. Dit decreet heet voluit Decreet van 4 april 2003 betreffende de herstructurering van het hoger onderwijs in Vlaanderen maar wordt ook weleens het BAMA-decreet genoemd omdat het de bachelor-masterstructuur in Vlaanderen invoert. Het structuurdecreet veranderde echter veel meer dan enkel de opleidingenstructuur.

## Bachelor- en Masteropleidingen
Het structuurdecreet maakte komaf met de oude diploma’s van gegradueerde, kandidaat of licentiaat. In de plaats kwam de bachelor-masterstructuur met nieuwe opleidingen en titels zoals ze overal in Europa reeds zijn of zullen worden ingevoerd. Het gaat om een uniform systeem voor zowel hogescholen als universiteiten. Na een (eerste) opleiding van 180 studiepunten (ECTS) of drie jaar krijgt een student een bachelordiploma. Dan volgt een masteropleiding van ten minste 60 studiepunten (ECTS) of één jaar. 
Afgestudeerden die ooit in Vlaanderen de titel gegradueerde of licentiaat behaalden, mogen sinds 1 juli 2005 respectievelijk de titel bachelor en master voeren.

## De associaties
De associaties vormden een tweede belangrijke vernieuwing. Deze moeten ertoe bijdragen dat de samenwerking tussen de hogescholen en de universiteiten meer vorm krijgt. In Vlaanderen zijn de oude tweecycliopleidingen aan de hogescholen (in een ver verleden nog HOLT genoemd) tot masteropleidingen omgevormd. Deze omvorming kon echter enkel indien die hogeschoolopleidingen onderbouwd zijn met het wetenschappelijk onderzoek in brede zin en indien dit in samenspraak met een universiteit gebeurt. Om dit mogelijk te maken dienen de hogescholen via associatievorming met een universiteit samen te werken.

## Accreditatie
Ten derde is er de kwaliteitsbewaking via publieke accreditatie. In dit verband werd er, zoals reeds voor het structuurdecreet, voor een intense samenwerking met Nederland geopteerd. Meer internationale samenwerking moet bovendien leiden tot een betere internationale vergelijkbaarheid en erkenning van de Vlaamse diploma’s.
In uitvoering van het structuurdecreet is de Nederlands-Vlaamse Accreditatieorganisatie opgericht.